# Royal Gunpowder Mills

Recriação histórica de uma batalha napoleônica nas dependências do Royal Gunpowder Mills.

Royal Gunpowder Mills ("Moinhos Reais de Pólvora") é um antigo local industrial em Waltham Abbey, na Inglaterra. Foi um dos três Royal Gunpowder Mills no Reino Unido (os outros estão em Ballincollig e Faversham). A Abadia de Waltham é o único local que sobreviveu praticamente intacto.

## Histórico
O Royal Gunpowder Mills, em Waltham Abbey, esteve em operação por mais de 300 anos. A partir de meados da década de 1850, o local envolveu-se no desenvolvimento de explosivos e propelentes revolucionários baseados em nitro, conhecidos como "pólvora sem fumaça". O local cresceu em tamanho e a pólvora negra tornou-se menos importante. Foi desativado em 28 de julho de 1945, depois da Segunda Guerra Mundial.
O Royal Gunpowder Mills reabriu pouco tempo depois e foi usado como um centro de pesquisas para altos explosivos, e se expandiu para propelentes sólidos e líquidos de foguetes. A atividade de foguetes mais tarde se estendeu à produção de motores, incluindo o trabalho no projeto Skylark. Depois de muitas reorganizações o centro de pesquisas fechou definitivamente em 1991.[carece de fontes?]
Uma grande área do local ao Norte está listada como local de interesse científico e outra área separada é um monumento antigo preservado. Os visitantes podem ver exposições relacionadas à fabricação de pólvora, fazer um tour pelo local em um trem e ver uma demonstração de ferrovia de bitola estreita. Uma tentativa de demolir as fábricas de cordite e substituí-las por dormitórios para jovens que ficam em um centro de atividades infantis foi rejeitada pelo Conselho do Distrito Florestal de Epping em 2016, após divulgação na imprensa nacional.